# Бармалей (мультфильм)
«Бармалей» — советский рисованный мультфильм 1941 года по сказке Корнея Чуковского, который создали на студии «Союзмультфильм» режиссёры Леонид Амальрик
и Владимир Полковников.
Так как мультфильм снят теми же режиссёрами и использует тот же художественный стиль и дизайн Айболита, что и Лимпопо снятый по сказке Лимпопо был Чуковского), «Бармалея» можно считать его продолжением. Это частично прослеживается и в послевоенном мультфильме . И можно увидеть Айболита в мультфильме «Павлиний хвост».

## Сюжет
По мотивам одноимённой сказки К. И. Чуковского о кровожадном разбойнике Бармалее.

## Создатели
- Режиссёры: Леонид Амальрик, Владимир Полковников
- Сценарист — Корней Чуковский
- Композитор — Никита Богословский
- Художник — Николай Радлов
- Ст. художник — Яков Рейтман
- Ассистент режиссёра — Надежда Привалова
- Оператор — Михаил Друян
- Звукооператор — С. Ренский
- Художники-мультипликаторы: Ламис Бредис, Фаина Епифанова, Валентин Лалаянц, Лидия Резцова, Роман Давыдов, Александр Беляков, Лев Попов, Е. Милиоти, Борис Петин

Роли озвучивали: Леонид Пирогов, Юлия Юльская, Андрей Тутышкин.

## О мультфильме
Именно в 1939-41 годы на новой студии «Союзмультфильм» стали появляться ленты, вошедшие впоследствии в «золотой фонд» отечественного кино — «Лимпопо» и «Бармалей» Леонида Амальрика и Владимира Полковникова и др. Их появлением отмечено начало самобытной советской школы рисованного фильма. Образцом для мультипликаторов и доказательством возможности изображения в мультипликации положительного человеческого образа стал доктор Айболит из картины Л. А. Амальрика и В. И. Полковникова «Лимпопо» (1939).— Георгий Бородин